# Dzień na wyścigach
Dzień na wyścigach (ang. A Day at the Races) – komedia pure nonsense w reżyserii Sama Wooda z 1937 roku. W rolach głównych występują Bracia Marx (Groucho, Chico i Harpo).

## Opis fabuły
Drugi film Braci Marx, realizowany przy współudziale wytwórni MGM, to historia podupadającego finansowo sanatorium Pieniste źródła, którego właścicielką jest Judy Standish. Na polecenie Emily Upjohn w uzdrowisku zostaje dr Hugo Hackenbush (weterynarz i bawidamek), co prowadzi do serii absurdalnych sytuacji z jego udziałem. W tym samym czasie narzeczony Judy – Gil (śpiewak radiowy) kupuje konia wyścigowego, licząc na wygraną z gonitwy w wysokości 50 000 $. Zakochanym pomagają Tony i Stuffy (dżokej), wcielający się w charakterystyczne dla siebie postaci – włoskiego lumpenproletariusza i niemowy. Pełna humoru komedia ukazuje widzom, inspirowany burleską kina niemego „świat na opak” i dobrze znany literaturze motyw karnawalizacji życia.

## Obsada
- Groucho Marx: doktor Hugo Z. Hackenbush
- Harpo Marx: Stuffy
- Chico Marx: Tony
- Allan Jones: Gil Stewart
- Maureen O’Sullivan: Judy Standish
- Margaret Dumont: Emily Upjohn
- Leonard Ceeley: Whitmore
- Douglass Dumbrille: J.D. Morgan
- Esther Muir: Flo Marlowe
- Sig Ruman: doktor Leopold X. Steinberg
- Robert Middlemass: szeryf

## Nawiązania w popkulturze
Tytuł filmu został wykorzystany przez grupę Queen jako nazwa ich albumu A Day at the Races z 1976.